# Prix Gémeaux du meilleur jeu
Le prix Gémeaux du meilleur jeu est une récompense télévisuelle remise par l'Académie canadienne du cinéma et de la télévision entre 1988 et 2009.

## Lauréats
- 1988 - Action Réaction
- 1989 - Génies en herbe
- 1990 - Les Détecteurs de mensonges
- 1991 - Les Détecteurs de mensonges
- 1992 - Les Détecteurs de mensonges
- 1993 - Rockambolesque, Le Quiz
- 1994 - Shlak
- 1995 - Piment fort
- 1996 - Les Zigotos
- 1997 - Génies en herbe
- 1998 - Les Zigotos
- 1999 - Les Mordus
- 2000 - Les Mordus
- 2001 - La Dictée des Amériques
- 2002 - La Dictée des Amériques
- 2003 - Chasse à l’homme
- 2004 - L'union fait la force
- 2009 - Pyramide